# Garoafa (gmina)
Garoafa – gmina w Rumunii, w okręgu Vrancea. Obejmuje miejscowości Bizighești, Ciușlea, Doaga, Făurei, Garoafa, Precistanu, Răchitosu i Străjescu. W 2011 roku liczyła 4037 mieszkańców.